# Kristian Pech
Kristian Pech (eigentlich: Werner Christian Pech; * 14. September 1946 in Frankenthal/Oberlausitz) ist ein deutscher Schriftsteller.

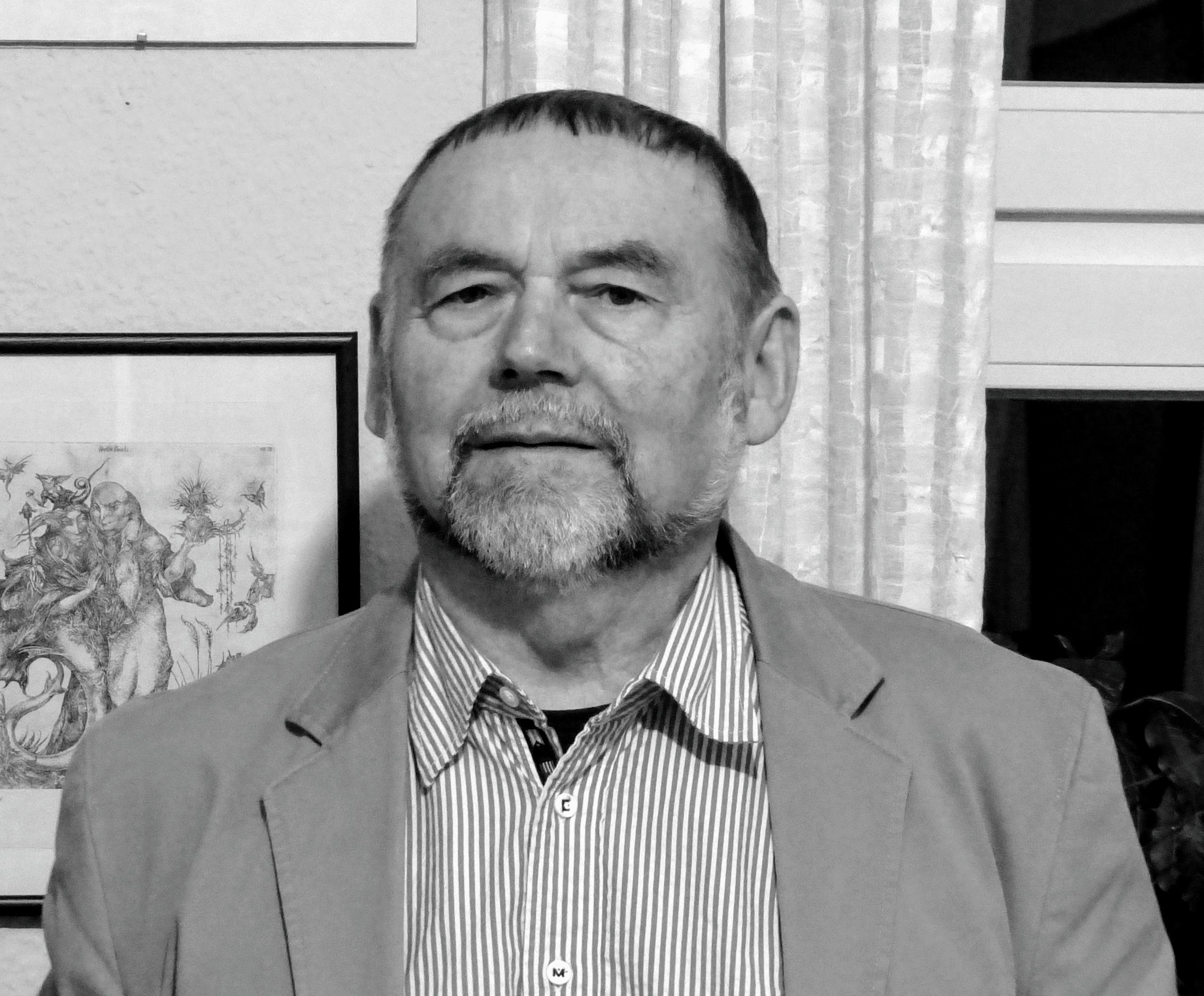
Kristian Pech (2017)

## Leben
Kristian Pech erlernte den Beruf des Agrotechnikers, war später Volontär bei der Sächsischen Zeitung in Dresden und studierte von 1967 bis 1969 in Leipzig an der Sektion Journalistik (ohne Abschluss, aus restriktiven Gründen erfolgte eine so genannte Beurlaubung in die Produktion). Er hatte sich zum Beispiel im Sommer 1968 an der von Siegmar Faust angeregten, dem Prager Frühling gewidmeten illegalen Motorbootlesung auf dem Leipziger Elsterstausee (Stauseelesung von Leipzig) beteiligt. Danach arbeitete er als Brauereiarbeiter, freier Autor, Geschäftsführer einer Cottbuser Stadtverordnetenfraktion, Hausmeister und wiederum als freier Autor. Er lebt in Döbern/Niederlausitz.
1997 wurde er Mitglied des PEN-Zentrums Deutschland.
Kristian Pech veröffentlichte Lyrik, Lyrikübersetzungen (v. a. aus dem Sorbischen und Russischen) und kurze Prosa.

## Werke (Auswahl)
als Autor
- Abschweifungen über Bäume. Gedichte. Hinstorff Verlag, Rostock 1976.
- Kristian Pech (Poesiealbum Nr. 48). Verlag Neues Leben, Berlin 1971.
- Der Landsitz. 2. Aufl. Hinstorff-Verlag, Rostock 1977.
- Die Mützentransaktion. 20 Geschichten. Hinstorff-Verlag, Rostock 1982.
- Reyn pflantzlicke Lybe. eyn gutt halp schock spryche alfabettisch. Hinstorff-Verlag, Rostock 1985, ISBN 3-356-00029-2.
- Die unvollkommene Haut. Gedichte. Hinstorff-Verlag, Rostock 1983.
- Der Heißatem, der Augenblitz. Gedichte. Mit physiognomischen Studien von Hans Scheuerecker. Der Fabrik Verlag, Cottbus 2011, ISBN 978-3-00-034793-1.
- Hutschmerz. Ein Nonsens-Traktat. Edition digital, Godern 2012, ISBN 978-3-86394-553-4.
- Platanenwolken. Gedichte. Grafiken Hans Scheuerecker, Druckzone Cottbus, 2020, ISBN 978-3-00-067366-5

als Übersetzer
- Tanja Blixen: Gespensterpferde. Erzählungen. Hinstorff-Verlag, Rostock 1982.
- Marja Krawcec: Der Schmetterling. Eine Geschichte für Kinder mit 14 Liedern und einem Tanz. Domowina-Verlag, Bautzen 1987, ISBN 3-7420-0086-1.
- Handrij Zejler: Bin ein großer Musizierer Domowina-Verlag, Bautzen 1990, ISBN 3-7420-0592-8.
- Handrij Zejler: Mücken, Frösche, Spatzen. Gedichte und Lieder für Kinder. Domowina-Verlag, Bautzen 1981.

in Anthologien
- Veränderte Landschaft. Gedichte. Herausgegeben von Wulf Kirsten, Insel-Bücherei Nr. 1031, Insel-Verlag, Leipzig 1979.
- Sehnsucht nach dem Anderswo. Reisegedichte. Herausgegeben von Hans Stempel und Martin Ripkens, Arche Verlag AG, Zürich–Hamburg 2004, ISBN 3-7160-2327-2.
- Umfeldblätter. Hrsg.: Sylvia Kabus und Reinhard Bernhof, Leipziger Literaturverlag, Leipzig 2009, ISBN 978-3-86660-082-9.
- Es gibt eine andere Welt. Eine Anthologie aus Sachsen. poetenladen, Leipzig 2011, ISBN 978-3-940691-23-1.
- Wo kommen die Worte her? Neue Gedichte für Kinder und Erwachsene. Beltz & Gelberg, Weinheim, Basel 2011, ISBN 978-3-407-79986-9.

## Preise und Auszeichnungen
- Erich-Weinert-Medaille, 1975
- Carl-Blechen-Preis, 1990